# Milad Doueihi
Milad Doueihi, américain né au Liban en 1959, est historien des religions et titulaire de la Chaire d’humanisme numérique à l'université de Paris-Sorbonne (Paris-IV), chaire thématique du Labex OBVIL et de la ComUE Sorbonne-Universités.
Milad Doueihi s'intéresse, depuis quelques années, à l'évolution de la société avec le numérique. Historien des religions à l'origine, il se définit comme « un numéricien par accident, un simple utilisateur d’ordinateur qui a suivi les changements de l’environnement numérique au cours des vingt dernières années ». Il perçoit l'émergence du numérique dans la société comme une conversion au même titre qu'à une religion,.
Il prolonge la théorie des trois humanismes établie par Claude Lévi-Strauss dans Anthropologie structurale deux, à savoir que l'Occident a connu un humanisme aristocratique de la Renaissance, un humanisme bourgeois et exotique du XIXe siècle et un humanisme démocratique du XXe siècle. Il en propose un quatrième, actuel, l'humanisme numérique.
Il met en garde contre le déplacement, mû par la dimension industrielle du numérique, vers ce qu'il nomme le paradigme de la recommandation : « On est en train de glisser, de se déplacer de manière assez subreptice entre un modèle de la prévision, de la prédiction qui est incarné par une idée assez idéalisée de la recommandation vers quelque chose qui se rapproche de la prescription. D’où l’enjeu à la fois politique et éthique de ce statut du numérique dans nos sociétés.»

## Distinctions
- Le 5 février 2018 il devient Docteur Honoris Causa de l'Université catholique de Louvain[7].

## Ouvrages
- Histoire perverse du cœur humain, trad. de l'américain par Pierre-Antoine Fabre, Paris, Editions du Seuil, La Librairie du XXIe siècle, 1996, 224 p.,  (ISBN 9782020225755).
- Le Paradis terrestre. Mythes et philosophie, Paris, Editions du Seuil, La Librairie du XXIe siècle, 2006, 240 p.,  (ISBN 9782020570336).
- Solitude de l’incomparable, Augustin et Spinoza, Paris, Editions du Seuil, La Librairie du XXIe siècle, 2009, 192 p.,  (ISBN 9782020964883).
- La grande conversion numérique suivi de Rêveries d'un promeneur numérique, trad. de l'américain par Paul Chemla, Paris, Editions du Seuil, Points Essais, 2011, 352 p.,  (ISBN 9782757824788).
- Pour un humanisme numérique, Paris, Editions du Seuil, 2011, 192 p.,  (ISBN 9782021000894).
- Qu'est-ce que le numérique?, Paris, Presses universitaires de France, 2013, 64 p.,  (ISBN 978-2-13-062718-0).
- Du matérialisme numérique (Milad Doueihi et Frédéric Louzeau), Paris, Hermann, 2017, 62 p.,  (ISBN 9782705695095).
- La Confiance à l'ère numérique (dir. Milad Doueihi et Jacopo Domenicucci), Boulogne-Billancourt, Berger-Levrault, Au fil du débat, 2018, 288 p.,  (ISBN 978-2-7013-1956-8).